# Рябинин, Константин Николаевич
Константин Николаевич Рябинин (15 мая 1877, Муром — 1955, Муром) — врач (терапевт, психиатр), исследователь тибетской медицины, ученик и сотрудник П. А. Бадмаева, временный (1927—1928) сотрудник Трансгималайской экспедиции Н. К. Рериха (врач, секретарь и казначей), автор книги «Развенчанный Тибет» (издана в 1996). Книга представляет собой дневниковые записи, найденные в январе 1992 в имении Рерихов в долине Кулу (Индия).

## Биография
Родился 15 мая 1877 года в Муроме в купеческой семье.
Окончил Муромское реальное училище (ныне школа № 16) и в 1897 году поступил в Петербургскую зубоврачебную школу.
В 1902 году, закончив гимназию в Тифлисе, по конкурсу аттестатов поступает в Санкт-Петербургскую военно-медицинскую академию.
В 1909-1911 годах углубленно изучал психиатрию, создавая эффективные методики лечения душевнобольных. В 1913 году дважды был представлен Императору Николаю II как выдающийся врач.
С 1917 по 1923 годы работает в различных медицинских учреждения Петрограда.
В 1926 году в качестве судового врача совершил плавания на пароходе «Аргунь» по странам Европы.
В 1927—1928 годах в составе экспедиции Рерихов находится в Трансгималайской экспедиции.
В 1930 году арестован органами ОГПУ, осуждён и сослан в Соловецкий лагерь.
После освобождения с 1932 по 1937 годы работал в Муроме.
В 1937 году вновь арестован, осуждён на 10 лет, сослан в Южлаг.
В 1947 году после освобождения вновь вернулся в Муром, где работал детским врачом.
Скончался в 1955 году в Муроме.
В 1961 году решением Президиума Ленинградского горсуда реабилитирован посмертно.

## Семья
- Отец — Николай Алексеевич Рябинин купец второй гильдии,

- Мать — Мария Васильевна Суздальцева, дочерь почетного гражданина г. Муром, Владимирской губернии.

- Брат — Валериан Николаевич Рябинин (1880—1960) — геолог и палеонтолог, профессор Всесоюзного нефтяного научно-исследовательского геологоразведочного института (ВНИГРИ)[3].